# Knjiga Brojeva
Knjiga Brojeva (heb. במדבר baMidbar; grč. Ἀριθμοί; lat. Numeri) je četvrta knjiga Starog zavjeta i Petoknjižja, to jest židovske Tore. Kratica za ovu knjigu: Br.

## Naziv
Hrvatski naziv »Knjiga Brojeva« prijevod je grčkog naziva Ἀριθμοί, odnosno latinskog Numeri. Oba u prijevodu znače »Brojevi.« Na takav naziv ove knjige utjecao je sadržaj njezinih prvih poglavlja u kojima se donosi popis Izraelaca koji su izišli iz Egipta.
Hebrejski naziv במדבר baMidbar znači »u pustinji«, a to je ujedno i prva riječ ove knjige u njezinu hebrejskom izvorniku.

## Struktura
Knjiga Brojeva otvara se prebrojavanjem naroda u Sinajskoj pustinji (Br 1-4), nakon čega slijedi kratka zbirka različitih propisa i zakona (Br 5-6), te opis prinosa za posvetu levita (Br 7-8). Potom slijedi opis druge Pashe i odlazak sa Sinaja (Br 9-10), te dolaska u Kadeš (Br 11-14). Slijedi još jedna zbirka propisa o žrtvama te pravima i dužnostima svećenika i levita (Br 15-19), a onda i opis nastavka putovanja od Kadeša do Moaba (Br 20-25), pa opet zakonske odredbe s ponovnim popisom Izraelaca (Br 26-30). U nastavku Knjiga Brojeva donosi izvještaj o ratu protiv Midjanaca i naseljavanju Transjordanije (Br 31-32), te sažeti prikaz izlaska iz Egipta (Br 33), a zaključuje se naputcima za osvajanje Kanaana (Br 34-36).
Na taj se način u Knjizi Brojeva neprestano izmijenjuju tekstovi pripovjedačke prirode s onima zakonodavnih obilježja koji nadopunjuju zakonodavstva sa Sinaja.

## Književni sastav
Knjiga Brojeva zbog svoje isprepletene strukture sadrži i različite književne vrste, ponajprije onu pripovjedačku i onu zakonodavnu. I u njoj se, kao i u ostalim knjigama Petoknjižja, prepoznaju razni, međusobno izmiješani, slojevi tradicije. Usto, u svojim pripovjedačkim dijelovima, ova je knjiga u mnogočemu paralelna nekim izvještajima iz Knjige Izlaska.

## Sadržaj Knjige Brojeva
U prvom odsjeku (Br 1-4), koji potječe iz svećeničke tradicije, koja nastaje nakon povratka iz babilonskog progonstva, popisom se želi prikazati Izrael kao sveta i uređena zajednica. Sve u tome popisu okreće se oko levita kao duše te zajednice. Sam čin popisa podsjeća na vjerski čin.
I zakoni koji slijede (Br 5-6) pripadaju svećeničkoj tradiciji, a stilom slijede duh ranijih propisa iz »Zakona čistoće« u Levitskom zakoniku (Lev 11-16). Osim toga, podsjećaju i na dodatne zakone koju su umetnuti u »Zakon svetosti« (npr. Lev 20,22-25). Novost svećeničke predaje vidi se i u tome što Šator sastanka zamišlja unutar izraelskog tabora, za razliku od starijih tradicija koje ga smiještaju izvan tabora (usp. Izl 33,7).
Svećenički izvještaj nastavlja se i u pripovjedačkom dijelu koji donosi propise o glavarskim prinosima i posveti Levita (Br 7-8), koji su stavljeni na istu ravan sa žrtvom, te se moraju očistiti od svake prljavštine profanog svijeta.
Iz iste tradicije potječe i izvještaj o drugoj Pashi i odlasku sa Sinaja (Br 9-10). Osobita je značajka ovog izvještaja u tome što on, donoseći propise o blagdanu Pashe, vodi računa o Židovima u dijaspori.
Dio koji govori o putovanju kroz pustinju i dolasku u Kadeš (Br 11-14), kao jednu od glavnih tema ima mrmljanje naroda i upravo se ovdje može naći najviše paralelnih mjesta s izvještajima iz Knjige Izlaska. U 13. i 14. poglavlju izmiješana je kasnija svećenička predaja, s drevnom jahvističkom i elohističkom predajom, a u njima se govori o izviđanju Kanaana i pobuni Izraelaca, te Božjoj srdžbi i uzaludnom pokušaju Izraelaca da uđu u Obećanu zemlju.
Svećenička predaja ponovno dolazi do punog izražaja, te donosi propise o žrtvama i pravima i dužnostima svećenika i levita (Br 15-19). Bitna svrha ovih poglavlja nalazi se u opravdanju Aronova prvenstva među svećenicima, a to se postiže izvještajem o pobuni njegovih suparnika Koraha, Datana i Abirama.
U sljedećim poglavljima (Br 20-25) miješaju se svećenička, jahvistička i elohistička predaja, a i čitav je odlomak u bliskoj vezi s ostalim tekstovima Petoknjižja koji pripadaju jahvističkoj i elohističkoj predaji. Tako se ovdje nalaze jedno kraj drugoga izvještaji vrlo različita duha i teško ih je u detaljima razlikovati. Glavna je tema ovog odsjeka napredovanje zajednice kroz pustinju, a ta je zajednica prikazana kao sveta unatoč protivljenja i pobuna.
Slijedi čitav jedan zakonodavni dio s novim odredbama (Br 26-30), a u cijelosti pripada svećeničkoj predaji. Ovdje je sadržan još jedan popis Izraelaca, razni propisi, među kojima i oni koji se odnose na javno bogoslužje sa svakodnevnim i blagdanskim žrtvama.
U dva poglavlja prikazan je rat protiv Midjanaca i zauzimanje teritorija u Transjordaniji (Br 31-32). U prvom od ova dva poglavlja (Br 31) riječ je o vrlo kasno sastavljenom tekstu iz svećeničke predaje, a u njemu se govori o pravilima svetog rata, podjeli plijena i podijeli Kanaana. U sljedećem poglavlju (Br 32) prisutna je deuteronomistička predaja s određenim značajkama svećeničke tradicije, no služi se jednim drevnim izvorom (Br 32,1-4.16-19), a opisuje stanje naseljavanja područja preko Jordana u doba nakon što su Izraelci osvojili Kanaan.
U nastavku nam Knjiga Brojeva donosi sažetak izvještaja o izlasku iz Egipta (Br 33), a taj tekst predstavlja drugi stadij u svećeničkoj predaji. U njemu se koriste zemljopisne naznake starijih tekstova iz knjiga Izlaska, Brojeva i Ponovljenog zakona, no više od polovice toponima novi su i pripadaju nekoj drugoj predaji.
U završnim poglavljima ove knjige (Br 34-36) imamo vjerojatno najtočniji opis zemlje Kanaana, pa se ovdje opisane granice poklapaju s granicama egipatske pokrajine Kanaan s kraja 13. stoljeća pr.n.e. (usp. također Izl 47,13-21).

## Ostali projekti Wikimedije
|  | Wikizvor ima izvorni tekst Brojevi (Šarić) |

|  | Wikizvor ima izvorni tekst Brojevi |